# 阿尔梅塞
阿尔梅塞（意大利语：Almese），是意大利皮埃蒙特大区都灵省的一个市镇。人口6378(2010年12月31日)。

## 友好城市
- 波蘭什切爾克